# Orthez
Orthez (Ortès in occitano) è un comune francese di 11 371 abitanti situato nel dipartimento dei Pirenei Atlantici nella regione della Nuova Aquitania. Fa anche parte della regione storica del Béarn.
Cittadina di origine medievale, nel XVI secolo fu uno dei principali centri calvinisti della regione (nel 1566 vi fu aperto un collegio protestante). Allo sviluppo del protestantesimo nel Béarn è dedicato un interessante museo ubicato nella Maison Jeanne d'Albret, bella casa nobiliare del '500. Di grande suggestione è il pont vieux (ponte vecchio), edificato nel XIII secolo e, della stessa epoca, l'église de Saint Pierre (chiesa di san Pietro).

## Società

### Evoluzione demografica
Abitanti censiti

## Sport
Orthez è stata sede di una della principali squadre di basket di Francia la Élan béarnais Pau-Lacq-Orthez, che poi ha condiviso con la vicina città di Pau.